# Gabinet De Tornaco
El Gabinet De Tornaco va formar el govern de Luxemburg des del 26 de setembre de 1860 al 3 de desembre de 1867. Es va reorganitzar en sis ocasions.
Durant el govern de Víctor de Tornaco van succeir diversos esdeveniments importants a la política internacional, com la dissolució de la Confederació Alemanya el 1866 després de la guerra Austroprussiana, i un intent per Napoleó III per a la compra de Luxemburg a Guillem III dels Països Baixos, que va ser impedit per Otto von Bismarck. Una solució a aquesta crisi es va fer oficial al Segon Tractat de Londres: la guarnició prussiana va haver de retirar-se, es va demolir la fortalesa de Luxemburg i Luxemburg va ser declarat neutral i independent.
Al mateix període, les línies ferroviàries es van establir a partir de Wasserbillig a Trèveris i des d'Ettelbruck a Gouvy, que va ser un impuls a la indústria de l'acer a Luxemburg.

## Transició
Les eleccions de 1857 va ser un impuls als opositors al gabinet Simons dins de l'Assemblea dels Estates. Es va fer cada vegada més difícil per als ministres del cop d'Estat de 1856 continuar governant, enfront de la majoria de l'oposició. Charles-Mathias Simons va presentar la seva renúncia el 26 de setembre de 1860. El diputat opositor i antic aliat de Norbert Metz, el baró Victor de Tornaco, va ser acusat de formar un nou govern.

## Composició

### 26 de setembre de 1860 a 9 de setembre de 1863
- Victor de Tornaco: Ministre d'Estat, Cap de govern, Director General d'Afers Exteriors i Obres Públiques
- Jean Ulveling: Director General d'Hisenda
- Michel Jonas: Director General de l'Interior i de Justícia

### 9 de septembre a 31 de març de 1864
- Victor de Tornaco: Ministre d'Estat, Cap de govern, Director General d'Afers Exteriors i Obres Públiques
- Jean Ulveling: Director General d'Hisenda
- Bernard-Hubert Neuman: Director General de l'Interior i de Justícia

### 31 de març de 1864 a 26 de gener de 1866
- Victor de Tornaco: Ministre d'Estat, Cap de govern, Director General d'Afers Exteriors
- Jean Ulveling: Director General d'Hisenda
- Ernest Simons: Director General de l'Interior i Obres Públiques
- Henri Vannerus: Director General de Justícia

### 26 de gener de 1866 a 3 de desembre de 1866
- Victor de Tornaco: Ministre d'Estat, Cap de govern, Director General d'Afers Exteriors
- Jean Ulveling: Director General de l'Interior
- Ernest Simons: Director General d'Hisenda
- Henri Vannerus: Director General de Justícia

### 3 a 14 de desembre de 1866
- Victor de Tornaco: Ministre d'Estat, Cap de govern, Director General d'Afers Exteriors
- Jean Ulveling: Director General de l'Interior
- Léon de la Fontaine: Director General de Justícia i d'Hisenda

### 14 de desembre de 1866 a 18 de juny de 1867
- Victor de Tornaco: Ministre d'Estat, Cap de govern, Director General d'Afers Exteriors
- Léon de la Fontaine: Director General de Justícia
- Jean Colnet d'Huart: Director General d'Hisenda
- Félix de Blochausen: Director General de l'Interior

### 18 de juny de 1867 a 3 de desembre de 1867
- Victor de Tornaco: Ministre d'Estat, Cap de govern, Director General d'Afers Exteriors
- Jean Colnet d'Huart: Director General d'Hisenda
- Félix de Blochausen: Director General de l'Interior

## Política exterior
En assumptes exteriors, el govern De Tornaco va haver d'enfrontar-se a una profunda crisi el 1866-1867, que amenaçava la independència de Luxemburg. La Confederació Alemanya es va dissoldre després de la guerra austroprussiana de 1866. Encara que Luxemburg no es va unir a la nova Confederació Alemanya del Nord formada per Prússia, aquesta última va continuar mantenint una guarnició a la fortalesa de Luxemburg. Al mateix temps, França va exigir una compensació territorial per haver romàs neutral durant el conflicte. Napoleó III va proposar al Rei-Gran Duc comprar el Gran Ducat per 5 milions de francs. Guillem III va acceptar, però el canceller prussià Otto von Bismarck es va oposar fermament. Per resoldre aquesta crisi, les grans potències es van reunir a Londres. Finalment van acordar que Prússia retiraria la seva guarnició la fortalesa seria demolida, i el Gran Ducat es convertiria en un punt mort a perpetuïtat. França renunciaria a les seves reivindicacions territorials. El govern De Tornaco havia observat una estricta neutralitat durant la guerra austroprussiana. Durant les negociacions a Londres, els delegats luxemburguesos havien adoptat esperar i veure l'actitud, quasi amb resignació. El govern s'ocupava principalment dels costs de la demolició imminent de les fortificacions, mentre que el consell de la Ciutat de Luxemburg estava ansiós per garantir els ingressos de les empreses i botigues de la ciutat, que patien de la sortida de la guarnició.

## Política interior
Des del moment en què es va convertir en cap de govern, De Tornaco va estar compromès en una política interior de reconciliació. Va anul·lar un cert nombre de mesures que havien estat aprovades després de la revisió constitucional de 1856. Tanmateix, el món de la política luxemburguesa va quedar molt dividida. A la seva autobiografia, Emmanuel Servais va descriure les batalles polítiques que preocupaven a l'elit luxemburguesa en aquell moment: «No ha estat qüestions polítiques, però si animositats personals que inflamen les passions de la gent, lluites electorals que de vegades es porten a terme amb una intensitat extraordinària, i van donar lloc a enormes despeses; els debats de la Cambra eren irritants encara que només es referien a assumptes de petita importància; la polèmica dels diaris era d'una insolència excessiva.»

## Política econòmica
Sota el gabinet De Tornaco, la construcció del ferrocarril va continuar a bon ritme. L'any 1861 es va inaugurar la línia ferroviària de Luxemburg entre Wasserbillig a Trèveris, seguida el 1862 per una línia a través del nord del país i Ettelbruck, ampliada el 1866 a Gouvy. La construcció del ferrocarril va proporcionar un impuls a l'economia luxemburguesa, i va preparar el camí per al sorgiment de la producció d'acer modern. El 1865, la companyia de la família Metz va establir una nova fàbrica a la vora de l'estació de trens de Dommeldange. Els anys del govern Tornaco també van tenir una liberalització del comerç internacional. Prússia va arribar a acords de lliure comerç amb França (1862) i Bèlgica (1863), del que es va beneficiar Luxemburg com a membre de la Zollverein.